# 人工授粉
人工授粉または人工受粉（じんこうじゅふん、英語:artificial pollination, hand pollination, mechanical pollination）は、人間が植物の花粉を媒介する行為（受粉）のこと。送粉者が外部から到達しにくい温室やビニールハウスで農産物の生産を行う場合、人工授粉技術なしでは産業として成立しない。 ビニールハウスなどの閉鎖環境内での虫媒は、人が主導的に関与することから広義の人工授粉である。
自家不和合性をもつ作物の生産、特に果樹生産では人工授粉を行う例が多い。商業栽培される果樹では、一つの品種の苗や穂木は同一クローンであることが多々あり、その場合に自家不和合性であると自家受精ができない。バラ科果樹の多くは自家不和合性であり、受精・結実させるためには花粉源となる別の植物が必要となる。花粉源として栽培される植物を受粉樹"pollinizer"と呼び、果樹園の中に混植する。
また、育種では新品種育成のための交配・遺伝的に固定する交配・戻し交配で人工授粉を行う。

## 人工授粉の歴史
人工授粉の歴史は古く、古代アッシリアではナツメヤシの人工授粉が行われていた。

## 受粉手法
花粉親の花を切り取って種子親の花に花粉を振りかける原始的手法から、予め収集・保存していた花粉を噴霧器で種子親に吹きかける方法まで、様々な手法が存在する。梵天（竹の先端に羽毛を付けた道具）を用いる方法もある。
果樹栽培や野菜の温室栽培では、送粉者であるマルハナバチ・ミツバチ・ハナアブを放し飼いにして、作物の送粉に使うことがある。

## 技術研究
生産物の安定した量と品質を求め、技術革新が進んでいる。人が送粉者となる初期の技術では採集した花粉を、そのまま羽毛や刷毛或いは筆などを用いめしべに受粉させていた。現在では、圃場全ての花に使用するための花粉量を効率的に確保する為、溶媒により花粉を抽出する方法やジャガイモのデンプン粉や石松子（せきしょうし：ヒカゲノカズラの胞子）を増量剤として用いる方法が考案されている。また、一斉に開花する全ての花のめしべに花粉を届けるため、花粉水溶液として散布する方法も作物によっては用いられる。

## 参考資料
- King R.C. and W.D. Stansfield 『遺伝学用語辞典（第4版）』西郷薫、佐野弓子（訳）、東京化学同人、1993年。（第6版2005年 ISBN 978-4807906291）
- 松本正雄、大垣智昭、大川清（編集）『園芸事典』朝倉書店、1989年。（新装版2007年 ISBN 978-4254410310）
- 日本花粉学会編『花粉学事典（初版）』朝倉書店、1994年。（新装版2008年 ISBN 978-4254171389）
- 脇孝一・水野宗衛・宮城千尋「キウイフルーツの溶液授粉に関する研究」（pdf）『玉川大学農学部研究報告』第40巻、玉川大学、2000年、69-80ページ、2009年3月3日閲覧。
- 大野正夫「果樹の人工授粉に際しての花粉増量剤について : 澱粉類及び植物花粉類」『千葉大学園芸学部学術報告』第4巻、千葉大学、1956年、39-55ページ、2009年3月3日閲覧。